# Nothing Fails
„Nothing Fails“ е песен на американската певица Мадона, написана от нея съвместно с Гай Сигсуорт и певицата Джем за албума American Life (2003). Продуцирана е от Мадона и Мируейз Ахмадзе. Песента е издадена заедно с „Love Profusion“ като трети и последен сингъл от албума.
„Nothing Fails“ е песен със засилено звучене на акустична китара, възпяваща любовта между двама души, която и в добро и в зло е все така силна. Смята се, че песента е насочена към съпругът на Мадона – Гай Ричи.
Първоначално песента била замисляна като съвместен проект на Джем и Сигсуорт под името „Silly Thing“. Впоследствие песента бива изпълнена от Мадона, която променя части от текста на песента и я преименува на „Nothing Fails“.
Лондонският госпъл хор с диригент Ники Браун, който участва в песента придава на композицията силно християнско звучене.
След като Мадона изпълнява песента заедно с хор в предаване на MTV посветено на албума, композицията е сравнена с „Like a Prayer“ от 1989. Между двете песни има много общо: хорът, тоналността, религиозният текст... Отзивите от страна на музикалната критика са единствено положително и я определят като една от най-добрите в American Life, но въпреки това сингълът, издаден през аимата на 2003 няма комерсиален успех.